# マルグリット・ド・ヴァロワ (1295-1342)
マルグリット・ド・ヴァロワ（フランス語：Marguerite de Valois, 1295年 - 1342年）は、ヴァロワ伯シャルルとその最初の妃マルグリット・ダンジューの娘。フランス王フィリップ6世の妹にあたる。
1310年、ブロワ伯ギー1世・ド・シャティヨンと結婚し、3子が生まれた。
- ルイ2世（1315/20年 - 1346年） - ブロワ伯
- シャルル（1319年 - 1364年）[2] - ブルターニュ女公ジャンヌ・ド・パンティエーヴルと結婚[3]
- マリー（1323年 - 1363年） - 1334年にロレーヌ公ラウルと結婚、後にライニンゲン＝ダグスブルク伯フリードリヒ7世と再婚。